# Nae simjang-eul sswara
Nae simjang-eul sswara (내 심장을 쏴라?), noto anche con il titolo internazionale Shoot Me in the Heart, è un film sudcoreano del 2015.

## Trama
Dopo il suicidio della madre Soo-myung ha iniziato a manifestare i primi sintomi di schizofrenia, ed è dunque stato abbandonato a sé stesso in una casa di cura; malgrado questo, il ragazzo è di indole estremamente tranquilla. Al contrario, Seung-min non avrebbe in teoria alcuna malattia, ma il suo avido fratellastro – desideroso di mettere le mani sull'eredità di famiglia – è riuscito comunque a farlo passare per pazzo. Seung-min inizia così a organizzare un'elaborata fuga, e ben presto coinvolge anche il nuovo amico Soo-myung.

## Distribuzione
La pellicola ha goduto di una distribuzione a livello nazionale a cura della C&E, a partire dal 28 gennaio 2015.